# Jimmy (corbeau)
Pour les articles homonymes, voir Jimmy.
Jimmy (souvent nommé à tort Jimmy the Crow, ou Jimmy la Corneille en français) est un Grand Corbeau acteur ayant joué dans plus de 1 000 longs métrages des années 1930 aux années 1950.

## Biographie
Il apparait pour la première fois en 1938 dans Vous ne l'emporterez pas avec vous. Frank Capra, le réalisateur, a par la suite offert un rôle à l'oiseau dans chaque film qu'il réalise. Au cours de sa carrière, Jimmy est l'animal de compagnie de l'oncle Billy, dans les locaux Building & Loan dans La vie est belle (1946), ainsi que le corbeau qui atterrit sur l'épouvantail dans Le Magicien d'Oz (1939). 
Jimmy appartenait au dresseur d'animaux d'Hollywood Curly Twiford, qui a volé l'oiseau d'un nid dans le désert des Mojaves en 1934. Twiford dresse Jimmy à un certain nombre de tours, comme se servir d'une machine à écrire ou encore ouvrir des lettres. Il sait même conduire une petite moto. Ces talents lui permettent d'acquérir une popularité à Hollywood. Jimmy peut comprendre plusieurs centaines de mots, même si Twiford n'en considérait qu'une cinquantaine « utiles ». Il faut une semaine à Jimmy pour apprendre un nouveau mot utile, deux semaines s'il comporte deux syllabes. Selon Twiford, Jimmy peut effectuer n'importe quelle tâche possible pour un enfant de 8 ans.
Ses co-stars humaines font l'éloge de l'oiseau. « Lorsqu'ils appellent Jimmy, nous répondons tous les deux », a fait remarquer Jimmy Stewart sur le tournage de La vie est belle, notant que le corbeau « est l'acteur le plus intelligent du plateau », nécessitant de retourner moins de prises que ses homologues humains.
Après être devenu plus populaire auprès du studio, Metro-Goldwyn-Mayer fait assurer Jimmy à hauteur de 10 000 $. Lloyd's of London rédige une clause afin d'assurer 500 $ par semaine à Jimmy, ainsi que 200 $ à Curly Twiford en frais de traitement, au cas où Jimmy oubliait l'un des mots dont il avait besoin sur le plateau. Selon Twiford, ces frais assurent sa solvabilité pendant la Seconde Guerre mondiale. À un moment donné, Jimmy a 21 « doublures », dont 15 femelles, qui le remplacent lorsque la scène ne nécessite aucun tour ou mouvement.
Jimmy reçoit une médaille d'or de la Croix-Rouge américaine en reconnaissance des 200 heures passées à divertir les vétérans après la guerre, et ses empreintes sont imprimées dans le ciment d'une grande animalerie de Los Angeles, aux côtés de celles de Lassie et d'autres animaux stars d'Hollywood.
Le dernier film dans lequel apparait Jimmy est Le clown est roi en 1954. On ignore ce qu'il est advenu du corbeau par la suite. Curly Twiford a déclaré que Jimmy « vivrait probablement jusqu'à 150 » ans, information relayée par les journaux de l'époque. En règle générale, les corbeaux vivent rarement plus de 30 ans en captivité. Curly Twiford meurt le 5 avril 1956 à l'âge de 60 ans.